# Dominik Hrušovský

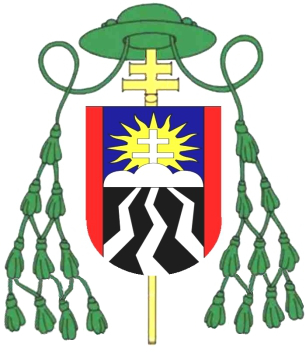
Wappen

Dominik Hrušovský (* 1. Juni 1926 in Veľká Maňa; † 27. Juli 2016) war ein slowakischer römisch-katholischer Geistlicher und Apostolischer Nuntius in Belarus.

## Leben
Dominik Hrušovský empfing am 23. Dezember 1950 die Priesterweihe. Aufgrund der kommunistischen Herrschaft in der Tschechoslowakei lebte er in Italien. Zunächst war er als Gemeindeseelsorger in Belluno tätig, von 1955 bis 1962 war er Theologie- und Philosophieprofessor am Priesterseminar von Viterbo. 1975 wurde er Leiter des Slowakischen Cyrill-und-Method-Institutes. Gleichzeitig übertrug ihm Papst Paul VI. die Leitung der Seelsorge für die Auslandsslowaken weltweit.
Papst Johannes Paul II. ernannte ihn am 18. Dezember 1982 zum Auslandsbischof der Slowaken und Titularbischof von Tubia. Am 6. Januar des nächsten Jahres spendete ihm der Papst persönlich die Bischofsweihe; Mitkonsekratoren waren Eduardo Martínez Somalo, Substitut des Staatssekretariates, und Duraisamy Simon Lourdusamy, Sekretär der Kongregation für die Evangelisierung der Völker. 1989 konnte er die Seelsorge für die Auslandsslowaken auch auf bislang kommunistisch regierte Länder wie Ungarn oder Rumänien erweitern.
Am 17. Dezember 1992 wurde er zum Weihbischof in Bratislava-Trnava ernannt. Am 4. April 1993 wurde er zum ersten Generalsekretär der neuen Slowakischen Bischofskonferenz gewählt. Am 15. April 1996 wurde er zum Apostolischen Nuntius in Belarus und Titularerzbischof von Tubia  ernannt. Am 28. Juli 2001 nahm Johannes Paul II. sein altersbedingtes Rücktrittsgesuch an.